# Gheorghe Marinescu
Gheorghe Marinescu  (n. 28 februarie 1863, București – d. 15 mai 1938, București) a fost un medic neurolog român, profesor la Facultatea de Medicină din București, membru titular al Academiei Române, fondatorul Școlii Românești de Neurologie.

## Biografie
În 1882 - după absolvirea Seminarului Central - se înscrie la Facultatea de Medicină din București. Cu sprijinul lui Victor Babeș, în al cărui laborator de Anatomie Patologică și Bacteriologie începuse să lucreze ca preparator, își continuă studiile începând din 1889 la Paris în clinica de maladii ale sistemului nervos din spitalul Salpetrière condusă de Jean-Martin Charcot. Aici cunoaște pe Pierre Marie, cu care va întreține strânse legături în viitor, pe Joseph Babinski și Fulgence Raymond. Mai târziu va lucra cu Carl Weigert în Frankfurt a.M. și  cu Emil du Bois-Raymond în Berlin. Încurajat de Pierre Marie prezintă în 1890 în Berlin la un congres international rezultatul cercetărilor asupra substratului morfopatologic în acromegalie.
Între 1890 și 1896 întreprinde călătorii de studii în Germania, Anglia, Belgia și Italia.
În 1897 susține la Facultatea de Medicină din Paris teza de doctorat cu titlul Mâna suculentă în siringomielie. În același an - întors în țară - primește funcția de șef al serviciului de boli nervoase la spitalul Pantelimon; un an mai târziu este numit profesor la clinica bolilor nervoase a Facultății de Medicină din București.
Tot atunci, în 1898, cu ajutorul operatorului Constantin M. Popescu, realizează primul film științific din lume: „Tulburările mersului în hemiplegia organică”. Însuși Auguste Lumière recunoștea, într-o scrisoare din 29 iulie 1924:
„Comunicările dumneavoastră asupra utilizării cinematografiei în studiul bolilor nervoase mi-au trecut, într-adevăr, prin mână, într-o vreme când primeam „La Semaine médicale”, dar atunci aveam alte preocupări de ordin industrial, care nu-mi permiteau să mă consacru cercetărilor biologice. Mărturisesc că uitasem aceste lucrări și vă sunt recunoscător de a mi le fi amintit. Din păcate, puțini savanți au urmat calea deschisă de dumneavoastră. ”
La 25 octombrie 1899, medicul Alexandru Bolintineanu a susținut la Paris o teză de doctorat despre coxotuberculoză care se baza pe studiul mersului bolnavilor din filmele realizate la Spitalul Pantelimon. Considerate pierdute multă vreme, o bună parte din acestea au fost descoperite în 1975, de către reporterul TV Cornel Rusu, într-un fișet de-al profesorului.
Marinescu a menținut un contact strâns cu foștii lui colegi din Paris, cele mai multe din numeroasele sale publicații au apărut în limba franceză. Împreună cu patologul francez Paul Oscar Blocq a publicat un atlas cu aspectele anatomopatologice ale maladiilor sistemului nervos central. Descrierea sa împreună cu Blocq a unui caz de tremurătură parkinsoniană la un pacient cu leziuni ale substantiei nigra a constituit baza de lucru a lui Edouard Brissaud în demonstrarea rolului acestei formații în patogenesa parkinsonismului.
În 1906 este ales membru al Academiei Române, unde rostește discursul de recepție Progresele și tendințele medicinei moderne.
În anul 1909 apare la Paris monografia La Cellule Nerveuse, cu o prefață elogioasă a renumitului histolog spaniol Santiago Ramón y Cajal.
Devine din ce în ce mai cunoscut și apreciat în cercurile științifice de specialitate internaționale; în 1912 este ales membru corespondent al Academiei de Medicină din Paris.
În 1919 clinica de boli nervoase se mută la Spitalul Colentina, unde va rămâne timp de 41 de ani.  Aici se înconjoară cu o echipă de colaboratori valoroși, care vor constitui nucleul Școlii Românești de Neurologie.
Întreprinde cercetări pe teme foarte variate, ale căror rezultate apar în numeroase lucrări ca Cercetări histo-chimice asupra fermenților oxidanți în fenomenele vieții (1924), Bătrânețe și reîntinerire (1929), Reflexele condiționate (1935, împreună cu Arthur Kreindler), Tonusul mușchilor striați (1937, împreună cu Nicolae Ionescu-Sisești, Oskar Sager și Arthur Kreindler, prefațată de celebrul neurofiziolog Sir Charles Sherrington), Determinism și cauzalitate în domeniul biologiei (1938). În afara monografiilor a publicat peste 1000 de articole în reviste de specialitate. La această activitate se adaugă participarea la numeroase congrese și reuniuni științifice, la care de multe ori a fost raportor principal.
La 15 mai 1938 Marinescu încetează din viață în București.

Medalia comemorativă Gheorghe Marinescu

Marinescu a fost printre primii medici din lume care a aplicat în domeniul neurologiei metode histochimice și electrofiziologice în cercetarea științifică. Rețin atenția contribuțiile sale originale asupra unor fenomene ca troficitatea reflexă, cromatoliza, neuronofagia, degenerescența retrogradă ca urmare a secțiunii axonilor. Prin cercetări la ultramicroscop a aplicat datele teoriei coloizilor la structura neuronului.
Marinescu a fost și un foarte prețuit profesor. În prelegerile sale aducea totdeauna idei noi și dezvolta ipoteze de perspectivă.
În 1925 la aniversarea a 100 de ani de la nașterea lui Charcot, dintre toți discipolii a fost ales Marinescu să evoce personalitatea marelui maestru.
Dintre studiile sale de neurologie clinică sunt de menționat descrierea reflexului palmo-mentonier în afecțiunile sistemului piramidal (împreună cu Anghel Radovici) și descrierea unui sindrom neurologic ereditar cunoscut în literatură sub numele de Sindromul Marinesco-Sjögren.
Din testamentul lui Marinescu: „... Plecând în lumea din care nimeni nu s-a întors vreodată, n-aș voi să supăr pe nimeni, dar adevărul totuși trebuie spus: prea multă nedreptate este în blagoslovita Țară Românească”.

## Decorații
- Semnul Onorific „Răsplata Muncii pentru 25 ani în Serviciul Statului” (13 octombrie 1941)[3]

## Operă
- Monografia La Cellule Nerveuse, apărută în 1909, la Editura Doin, două volume, Paris, cu o prefață de Santiago Ramón y Cajal
- Marinesco G, Draganesco S, Vasiliu D. Nouvelle maladie familiale caracterisée par une cataracte congénitale et un arret du dévelopement somato-neuro-psychique. Encephale.1931;26:97–109.

## Cinstirea lui Gheorghe Marinescu

### Filatelie

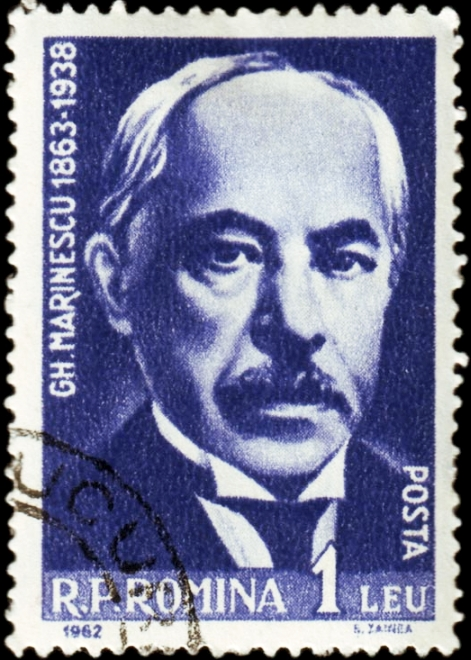
Marcă poștală emisă de serviciile poștale românești, în anul 1962.

- În anul 1962, serviciile poștale ale R.P.R. au pus în circulație o marcă poștală, cu valoarea nominală de 1 leu, pe care este reprezentat savantul Gheorghe Marinescu.

### Numismatică
- Banca Națională a României a pus în circulație, la 25 noiembrie 2013, în atenția colecționarilor, un set de două monede de argint, pentru sărbătorirea a 150 de ani de la nașterea savanților Gheorghe Marinescu și Ion Cantacuzino. Fiecare monedă are valoarea nominală de 10 lei. Monedele sunt rotunde, au cantul zimțat, au diametrul de 37 mm, iar greutatea de 31,103g. Titlul aliajului este de 999‰. Întregul tiraj de câte 500 de exemplare al setului de monede a fost emis de calitate proof.[4]